# محمد رضا الحكيمي (الخراساني)
الشيخ محمد رضا الحكيمي (1354 هـ -). هو رجل دين ومفكِّر شيعي إيراني، ومن المنظِّرين لفكر المدرسة التفكيكيَّة التي تؤمن بفصل الدين عن الفلسفة والعرفان، وهو أول من اصطلح اصطلاح المدرسة التفكيكيَّة على ذلك.

## ولادته ونشأته
ولد الحكيمي بمدينة مشهد الإيرانيَّة في الرابع والعشرين من فروردين 1314 وفقاً للتقويم الفارسي أي ما يوافق سنة 1354 وفقاً للتقويم الهجري، ووالده عبد الوهاب من أهل مدينة يزد غير أنَّه هاجر إلى مشهد، وامتهن فيها التجارة.
شرع الحكيمي بدراسته الحوزويَّة سنة 1320 (فارسيَّة)، والتحق بحوزة خراسان العلميَّة رسمياً سنة 1326، وأمضى عشرين سنة من عمره في التحصيل الحوزوي، فتدرَّج في دراسته من المقدمات إلى السطوح ومنها إلى البحث الخارج، ودرس الفلسفة والأدب العربي وعلم النجوم وغير ذلك، وكان من أساتذته: محمد تقي الأديب النيشابوري، ومجتبى القزويني، ومحمد هادي الميلاني، وأحمد المدرس اليزدي، وإسماعيل نجوميان، وأبو الحسن حافظيان، وحاجي خان المخيري. وقد حصل الحكيمي على إجازة الاجتهاد من آغا بزرك الطهراني سنة 1348.

## مؤلفاته
للحكيمي العديد من المؤلَّفات باللغتين الفارسيَّة العربيَّة، وقد عُرِّبت بعض كتبه الفارسيَّة، كما ترجمت بعض كتبه إلى لغات أخرى، ومن مؤلفاته:
| - الحياة. موسوعة باللغة العربيَّة في الاقتصاد الإسلامي، ألَّفها بالاشتراك مع أخويه محمد وعلي، وقد ترجمت بعض أجزاء الموسوعة إلى الفارسيَّة والأردويَّة والإسپانيَّة. - خورشيد مغرب. مترجم للعربيَّة بعنوان شمس المغرب. - سرود جهشها. - فرياد روزها. - ادبيات وتعهد در إسلام. - بعثت، غدير، عاشورا، مهدي. - شيخ آقا بزرگ. كتاب في سيرة الفقيه الشيعي آغا بزرگ الطهراني وأحواله. - حماسه غدير. | - بيدارگان اقاليم قبله. - شرف الدين. كتاب في سيرة الفقيه الشيعي عبد الحسين شرف الدين وأحواله. - مكتب تفكيك. مترجم للعربيَّة بعنوان المدرسة التفكيكية. - مير حامد حسين. كتاب في سيرة الفقيه الشيعي حامد حسين الهندي وأحواله. - امام در عينيت جمعه. - دانش مسلمين. - كلام جاودانه. - قيام جاودانه. - گزارش الحياة. |